# 瑞岩溫泉
24°08′09″N 121°10′29″E / 24.135948°N 121.1748339°E
瑞岩溫泉位於臺灣南投縣仁愛鄉發祥村，分布於當地瑞岩部落東北方的北港溪溪谷。依地質分類屬於雪山山脈帶的變質岩溫泉，依其流域屬於北港溪溫泉區。
該溫泉於2004年敏督利颱風襲台時（七二水災），造成北港溪河床大量砂石淤積而遭到埋沒。2016年秋季時，溫泉在原處的北港溪畔右岸再度湧出。

## 泉質
瑞岩溫泉水色清澈，無臭味，溫度約48-60.1℃，溫泉露頭處溫度可達70℃以上，酸鹼值約pH6.4-7，含碳酸氫根離子約203ppm，鈉離子約239ppm，屬於中性碳酸氫鈉泉。

## 交通
- 開車：到南投縣埔里鎮走台14線省道，過霧社順著台14甲線省道轉力行產業道路，約經過21公里，從瑞岩部落入口下溪谷抵達溫泉。